# المعهد القومي للسلامة والصحة المهنية
المعهد القومي للسلامة والصحة المهنية (اختصارًا NIOSH) هو هيئة اتحادية أمريكية مسؤولة عن إجراء الأبحاث وتقديم التوصيات فيما يتعلق بالوقاية من الإصابات والأمراض المرتبطة بالعمل. ويعتبر المعهد القومي للسلامة والصحة المهنية جزءًا من مراكز مراقبة الأمراض والوقاية منها (CDC) داخل وزاة الصحة والخدمات الإنسانية في الولايات المتحدة.
ويقع مقر المعهد القومي للسلامة والصحة المهنية في واشنطن العاصمة، مع وجود معامل أبحاث ومكاتب في كل من سينسيناتي، أوهايو؛ ومورغانتاون، فيرجينيا الغربية؛ وبيتسبيرغ، بنسيلفانيا؛ ودنفر، كولورادو؛ وأنكوريج، ألاسكا؛ وسبوكين، واشنطن؛ وأتلانتا، جورجيا. ويعتبر المعهد القومي للسلامة والصحة المهنية منظمة مهنية متنوعة يعمل بها 1400 موظف يمثلون مجموعة كبيرة من التخصصات المختلفة، والتي تتضمن علم الأوبئة والأدوية والصحة الصناعية والسلامة والطب النفسي والهندسة والكيمياء والإحصاء.
ويشغل منصب مدير هذا المعهد جون هوارد.
لقد وقّع الرئيس الأمريكي ريتشارد ميلهاوس نيكسون في التاسع والعشرين من ديسمبر عام 1970 قانون السلامة والصحة المهنية، وهو ما ترتب عليه إنشاء كلٍ من المعهد القومي للسلامة والصحة المهنية وإدارة السلامة والصحة المهنية (OSHA). وقد تم تأسيس هذا المعهد لضمان توفر ظروف عمل صحية وموافقة لشروط السلامة من خلال إجراء الأبحاث وتقديم المعلومات والتعليم والتدريب في مجال الصحة والسلامة المهنية. ويقوم المعهد بدور ريادي وطني وعالمي للوقاية من الأمراض والإصابات والإعاقات الناتجة عن العمل وكذلك الوفاة، وذلك من خلال جمع المعلومات وإجراء الأبحاث العلمية وترجمة المعرفة المكتسبة إلى منتجات وخدمات.

## الأهداف الإستراتيجية
يلتزم المعهد القومي للسلامة والصحة المهنية بخطة إسراتيجية تتوافق مع الأهداف المؤسسية وتحديد الموارد. فالمعهد يتبنى ثلاثة أهداف أساسية:
- إجراء الأبحاث لتقليل الأمراض والإصابات المرتبطة بالعمل
- دعم أماكن العمل الآمنة والصحية من خلال التدخلات والتوصيات وبناء القدرات
- تعزيز السلامة والصحة في أماكن العامل عالميًا من خلال التعاون الدولي

ويدعم هذه الأهداف مجموعة من البرامج الخاصة بالمعهد القومي للسلامة والصحة المهنية وتصنف هذه البرامج جهود المعهد عن طريق تقسيمها إلى 8 مجموعات تمثل القطاعات الصناعية. وتنقسم مجموعة البرامج فيما بعد إلى جهود فرعية أخرى تشمل 24 قطاعًا ممتزجًا.

## سلطة المعهد القومي للسلامة والصحة المهنية
خلافًا لنظرائه من المعاهد الأخرى، لا يعتبر المعهد القومي للسلامة والصحة المهنية هيئة تنظيمية. فالمعهد لا يضع معايير للصحة والسلامة تكون قابلة للتنفيذ بموجب القانون الأمريكي، ولكن سلطة المعهد بموجب قانون الصحة والسلامة المهنية [قانون اللوائح الفيدرالية 29 الفقرة 671 (29 CFR § 671)] تكمن في «تقديم التوصيات المتعلقة بمعايير الصحة والسلامة»، و«تقديم المعلومات المتعلقة بمستويات السلامة المتعلقة بالتعرض للمواد السامة والعوامل والمواد التي تسبب الأذى البدني»، فضلاً عن «إجراء الأبحاث حول المشكلات الجديدة المتعلقة بالسلامة والصحة». وقد يقوم أيضًا المعهد «بإجراء تحقيقات في موقع العمل حول تقييمات المخاطر الصحية) لتحديد مدى سمّية المواد المستعملة في أماكن العمل»، إلى جانب «تمويل الأبحاث التي تجريها الهيئات الأخرى أو المنظمات الخاصة من خلال المنح والعقود والترتيبات الأخرى». وكان من المقرر أن يقوم المعهد بدور وكالة تعمل على نفس مستوى الوكالات المستقلة التي تمثلها مراكز مراقبة الأمراض والسيطرة عليها. وقد احتل المعهد في بادئ الأمر مكانة بين مراكز مراقبة الأمراض والسيطرة عليها من أجل الحصول على دعم إداري من هذه المراكز، إلى أن تمكن المعهد من مباشرة هذه المسؤوليات بنفسه، إلا أن المراكز لم تتخل عن القيام بالمراقبة ولم يتحقق الغرض الأساسي من القانون المعمول به في هذا الخصوص.

## وصلات خارجية
- NIOSH Homepage